# Авниэль, Мордехай
Авниэль Мордехай (при рождении Мордух Меерович Дикштейн; 18 июля 1900, Паричи — 1989, Израиль) — израильский художник, юрист.

## Биография
Родился в Паричах в семье Меера Дикштейна и Хаи Гробштейн. Художественное образование получил в Высшей школе искусств в Екатеринбурге. С 1921 года — в Палестине. В 1923—1928 годах — директор и преподаватель отделения миниатюры в Академии «Бецалель». В 1932 году окончил юридическую школу в Иерусалиме и начал адвокатскую деятельность. С 1935 года жил в Хайфе. В 1948—1965 годах — член городского совета Хайфы от партии «Херут». Как пейзажист неоднократно участвовал в художественных выставках в Израиле и других странах. Он был удостоен премии им.Германа Штрука (1952 г.), десятой юбилейной премии за акварели, Рамат-Гана (1958 г.), премии Гистадрута (1961 г.) и Первой премии муниципалитета Хайфы (1977 г.).
Сестра — израильский педагог Цвия Швиг.